# فرشگرد (سازمان سیاسی)
فَرَشگَرد (به انگلیسی: Iran Revival) یک سازوکار سیاسی مخالف نظام جمهوری اسلامی ایران است که در روز دوشنبه ۲۶ شهریور ۱۳۹۷ با هدف براندازی این نظام حکومتی و با شعار «ایران را پس می‌گیریم و دوباره می‌سازیم»، اعلام موجودیت کرد. فَرَشگَرد خودش را نه به عنوان یک حزب یا تشکل سیاسی متمرکز بلکه یک «شبکه سیاسی» معرفی می‌کند. اعضای فرشگرد را ائتلافی از جمهوری‌خواهان و مشروطه‌خواهان تشکیل می‌دهد که همگی حامی یک رفراندوم آزاد برای تشکیل حکومتی سکولار در ایران هستند.
بیانیه اعلام موجودیت فرشگرد توسط چهل فعال سیاسی به امضا رسیده‌است. فرشگرد، با صدور این بیانیه خواستار تشکیل یک حکومت سکولار در ایران شده‌است. این سازمان در بیانیه خود از رضا پهلوی به عنوان عنصر کلیدی میان مخالفان سکولار-دموکرات و به عنوان یک عامل وحدت‌بخش در آنچه که فرایند براندازی خوانده، نام برده‌است. این گروه سیاسی به سرنگونی حکومت ولایت فقیه باور داشته و آن را خطری بزرگ برای منافع ملی ایران می‌داند.

## بنیان‌گذاری
نام این سازمان از واژه کهن فَرَشگَرد از زبان پهلوی (پارسی میانه) اقتباسی استعاری شده‌است. این واژه برگرفته از مضمون یکی از ارکان اصلی مَزدَیَسنا (دین زرتشت) است و به معنای: «رساندن جهان به کمالی است که در آغاز آفرینش و پیش از یورش اهریمن و ورود پلیدی به آن، وجود داشته‌است».
.
در روز دوشنبه ۲۶ شهریور ۱۳۹۷ نهاد سیاسی فرشگرد با هدف براندازی نظام جمهوری اسلامی و با شعار «ایران را پس می‌گیریم»، اعلام موجودیت کرد. ۴۰ فعال سیاسی با بیانیه‌ای آغاز فعالیت این نهاد را اعلام کردند. از جمله اهداف این تشکل جدید، تلاش برای انعکاس صدای مخالفان جمهوری اسلامی به گوش جهانیان عنوان شده‌است. در این بیانیه از کلیه مخالفان سیاسی جمهوری اسلامی در داخل و خارج از کشور برای همکاری در جهت براندازی نظام حاکم و در جهت گذار به یک سکولاردمکراسیِ لیبرال دعوت شده‌است. در متن بیانیه از نظام جمهوری اسلامی تحت عنوان «فرقه تبهکار» یاد شده‌است. فرشگرد در متن این بیانیه از اسلام سیاسی و ایدئولوژی‌های مربوط به کمونیسم اعلام برائت کرده و آن‌ها را «ارتجاع سرخ و سیاه» خواند. فرَشگَرد به آنچه که نقش کلیدی و محوری   رضا پهلوی در ایجاد اتحادی بین نیروهای سکولار و دمکرات مخالف جمهوری اسلامی خوانده، اعتقاد دارد.
.
فرشگرد خود را جدای از ساختار کلاسیک حزبی و سیاسی معرفی کرده و خود را نه یک حزب سیاسی، بلکه یک شبکه سیاسی برای براندازی معرفی کرده‌است. این گروه دارای ساختار کلاسیک حزبی اعم از رئیس، سخنگو، دبیرکل، و اعضای بلندپایه نبوده و همه اعضا در آن در یک سطح هستند.

### بنیانگذاران
بنیانگذاران این شبکه بیانیه اعلام موجودیت فرشگرد عبارتند از: 
1. شیوا آرونوی
2. ساناز آریا
3. علی اشتری
4. امیرحسین اعتمادی
5. امیریحیی آیت‌اللهی
6. محمّد ایزدی
7. سیاوش بهمن
8. میترا جشنی
9. دانیال جعفری
10. سعید حسین‌پور
11. روناک خاکبان
12. شای خطیری
13. سعید درخشندی
14. نیما راشدان
15. مازیار خزلی
16. پدرام رفعتی
17. دنا زیاری
18. علی سعادت‌ملی
19. سلمان سیما
20. حامد شیبانی‌راد
21. اشکان صفایی حکیمی
22. سیاوش صفوی
23. برزومهر طلوعی
24. احمد عشقیار
25. صبا فرزان
26. شروان فشندی
27. امیر فصیحی
28. عرفان کسرایی
29. شیما کلباسی
30. داریوش کوشکی
31. علیرضا کیانی
32. دامون گلریز
33. مسعود مسجودی
34. بهزاد مهرانی
35. میثم مهرانی
36. یوحنا نجدی
37. هنگامه یزدری

۴۰-اشکان یزدچی
این ۴۰ نفر نظام جمهوری اسلامی را «اصلاح‌ناپذیر» معرفی کرده‌اند و به صراحت خواستار «سرنگونی» آن شدند. در بخشی از بیانیه اعلام وجود این گروه آمده‌است: «ما جمهوری اسلامی را اصلاح‌ناپذیر و استمرار آن را خطری بزرگ برای کیان میهن می‌دانیم و بر این مبنا معتقدیم که سرنگونی جمهوری اسلامی، گام نخست برای نجات ایران است». فرشگرد در بیانیه‌اش خود را مخالف آنچه که سیاست خارجی «غرب‌ستیز، آمریکاستیز، و اسرائیل‌ستیز» جمهوری اسلامی خوانده‌است، می‌داند. آن‌ها این سیاست خارجی را در تضاد با منافع ملی ایران دانسته و تأکید کردند بایستی با «همه کشورهای منطقه و جهان» رابطه و «همزیستی مسالمت آمیز و همکاری اقتصادی - سیاسی» داشت. بندی که با استقبال صفحه رسمی وزارت امور خارجه اسرائیل در توییتر مواجه شد.

### تشکیل حزب ایران نوین
شبکهٔ فرشگرد در تاریخ ۱۸ دی ۱۴۰۱ طی بیانیه‌ای اعلام کرد که فعالیت‌های خود را تحت عنوان «حزب ایران نوین» دنبال خواهد کرد. نام این حزب جدید از حزب ایران نوین گرفته شده‌است که در سال ۱۳۴۲ با تغییر نام «کانون مترقی» به عنوان یکی از دو حزب دولتیِ آن زمان در حکومت پادشاهی محمدرضا پهلوی تأسیس شد و در سال اسفند ۱۳۵۳ به دنبال صدور فرمان شاه برای ایجاد حکومت تک‌حزبی، در حزب رستاخیز ادغام شده و به فعالیت خود پایان داد.

## ساختار
فرشگرد یک حزب سیاسی نیست. یک شبکه سیاسی است. هدف اصلی و غایی آن براندازی نظام جمهوری اسلامی در ایران و استقرار یک حکومت سکولار و دموکراتیک است که نوع آن از طریق رفراندومی آزاد تعیین شود. در آن ساختار قدرت هرمی کلاسیک وجود ندارد. همه اعضا در یک سطح هستند و اعضای آن محدود به چهل بنیان‌گذاران آن نمی‌شود. هیچ دبیرکل، رهبر، سخنگو یا رئیسی ندارد. فرشگرد دارای یک ساختار ائتلافی از براندازان تحت یک شبکه گسترده‌تر سیاسی است. دو طیف سیاسی جمهوری‌خواهان و مشروطه‌خواهان سکولار بنیان‌گذاران فرشگرد را تشکیل می‌دهند.
شروان فشندی از اعضای سابق فرشگرد در مصاحبه‌ای اختصاصی با نشریه المجله اظهار کرد که هر شخص برانداز و مخالف نظام جمهوری اسلامی چه در داخل و چه در خارج می‌تواند به آن بپیوندد. او در این مصاحبه اختصاصی گفت که شبکه‌های کوچک محلی اپوزیسیون می‌توانند به فرشگرد پیوسته و از امکانات آن برای همرسانی صدایشان در سطح ملی بهره ببرند. فشندی افزود که در تأسیس فرشگرد از کمک یا دخالت هیچ نیرو یا دولت خارجی استفاده نشده‌است و تمام اعضای آن ایرانی هستند. به اعتقاد فشندی دیگر احزاب سیاسی اپوزیسیون، ضمن حفظ استقلال و هویت خود، می‌توانند تا جایی که موافق اهداف و اصول کلی «فرشگرد» اعم از احترام به تمامیت ارضی ایران، جدایی نهاد دین از سیاست (سکولاریسم)، اعتقاد به حقوق بشر و آرمان براندازی باشند، به شکل خودجوش و موازی با شبکه فرشگرد همکاری کنند.

## بایکوت و ممنوع التصویری
امیر حسین اعتمادی از مؤسسان فرشگرد در حساب توئیتر خود خبر از بایکوت و ممنوع التصویری اعضای این گروه در شبکه «من و تو» خبر داد. با این وجود ادعا، دو نفر از اعضای فرشگرد در برنامه ساعت پرسش شبکه منوتو شرکت کردند.

## واکنش‌ها

### حامیان
- رضا پهلوی، که توسط این گروه به عنوان عنصر وحدت بخش در فرایند براندازی معرفی شده‌بود، ضمن بازنشر توئیت این گروه در توئیتر رسمی‌اش، از فرشگرد حمایت ضمنی کرد.[۱][۵]
- در شبکه‌های اجتماعی، تنها چهار روز پس از بنیان‌گذاری، اعلام موجودیت تشکیلات سیاسی فرشگرد، واکنش وسیع کاربران فضای مجازی (اعم از هواداران و منتقدان) را در پی داشته‌است.[۱۸] در ظرف این چهار روز توئیتر رسمی این شبکه سیاسی بیش از ده‌هزار دنبال‌کننده داشت؛ و در شبکه اجتماعی تلگرام نیز اعضای کانال رسمی آن در کمتر از پنج روز به بیست‌هزار نفر رسید.[۱۰]
- عمار ملکی فرزند محمد ملکی- استادیار رشته علوم سیاسی در دانشگاه تیلبورگ هلند - نیز که خود را فردی «سکولار و تحول‌خواه» معرفی می‌کند، در توییتی در صفحه توییتر خود از تأسیس گروه فرشگرد استقبال کرد و علی‌رغم اذعان به اختلاف نظر احتمالی با این گروه، اعضای آن را «جوان‌گرا، منظم و خلاق» خواند.[۱]
- الهه بقراط - سردبیر کیهان لندن - نیز در چندین توییت به صورت مستقیم و غیرمستقیم حمایت خود را از این گروه بیان داشت. او اقدام به تشکیل چنین گروهی را «اقدامی مثبت از جوان‌ترها» تعریف کرد و ضمن اینکه گفت «با برخی جداسازی‌ها» موافق نیست، بر نقش محوری رضا پهلوی به عنوان مانعی برای اینکه این جداسازی‌ها رخ ندهد، تأکید کرد. نقشی که خود این تشکل نیز اعلام کرد برای شخصیتی چون رضا پهلوی قائل است.[۱]
- وزارت امور خارجه اسرائیل در صفحه توئیتر رسمی‌اش نسبت به تشکیل فرشگرد - که در بیانیه خود از پایان «غرب‌ستیزی»، «آمریکاستیزی» و «اسرائیل‌ستیزی» در ایران سخن گفته بود - واکنش نشان داده و از تشکیل آن استقبال کرد.[۱]

### مخالفان
- نادر فتوره چی در آستانه یک سالگی این گروه، در توئیتر خود نوشت:[۱۹] تلاش می‌کنند «ابتذال» را «آزادی» جا بزنند. تلاش می‌کنند «مواجب‌گری» را «کنشگری» جا بزنند. تلاش می‌کنند «اصلاح‌طلبی» را پشت نقاب «براندازم» پنهان کنند. تلاش می‌کنند «پرسشگری» را «توهم توطئه» بنامند. آنها سپاهیان وضع موجودند، اما می‌گویند ما راهبران «تغییر» هستیم.
- روزنامه اعتماد وابسته به حزب اصلاح‌طلب اعتماد ملی، در تیتری با عنوان «فرشگرد یا حزب رستاخیز» نسبت به ایجاد تشکل سیاسی فرشگرد واکنش نشان داد. روزنامه اعتماد در گزارش تحلیلی خودش، فرشگرد را یک گروه سلطنت‌طلب خوانده و آن را یک «عقب‌گرد» به گذشته و حزب رستاخیز دانسته‌است.[۲۰]
- عبدالله شهبازی از منصب‌داران [نیازمند منبع] پیشین وزارت اطلاعات جمهوری اسلامی ایران، در طی یادداشتی تلگرامی ضمن مخالف با فرشگرد آن را متشکل از «اشخاص کم‌اهمیت» و «اپوزیسیون جدید ساخته دست دولت آمریکا» خواند. شهبازی فرشگرد را «به چیزی شبیه به ارتش آزاد سوریه» تشبیه کرد. وی در این یادداشت خبرگزاری‌هایی همچون بی‌بی‌سی فارسی و رادیوفردا را به تبلیغ برای این گروه متهم کرد.[۲۱]
- صادق زیباکلام فعال اصلاح‌طلب نیز در مصاحبه‌ای با روزنامه اعتماد (رسانه وابسته به اصلاح‌طلبان)، در مقام مخالفت اظهار کرد که «بزرگ‌ترین نقطه ضعف» فرشگرد این است که معتقدند نظام جمهوری اسلامی اصلاح‌پذیر نیست. زیباکلام «چشم‌انداز» فرشگردها را «پوشالی» خوانده‌است.[۲۲]